# 曼弗雷德·盖尔
曼弗雷德·盖尔（德語：Manfred Geyer，1951年5月23日—），德国男子冬季两项运动员。他曾代表东德参加1976年冬季奥林匹克运动会冬季两项比赛，获得男子4×7.5公里接力铜牌。